# St. Anna (Graz-Gösting)

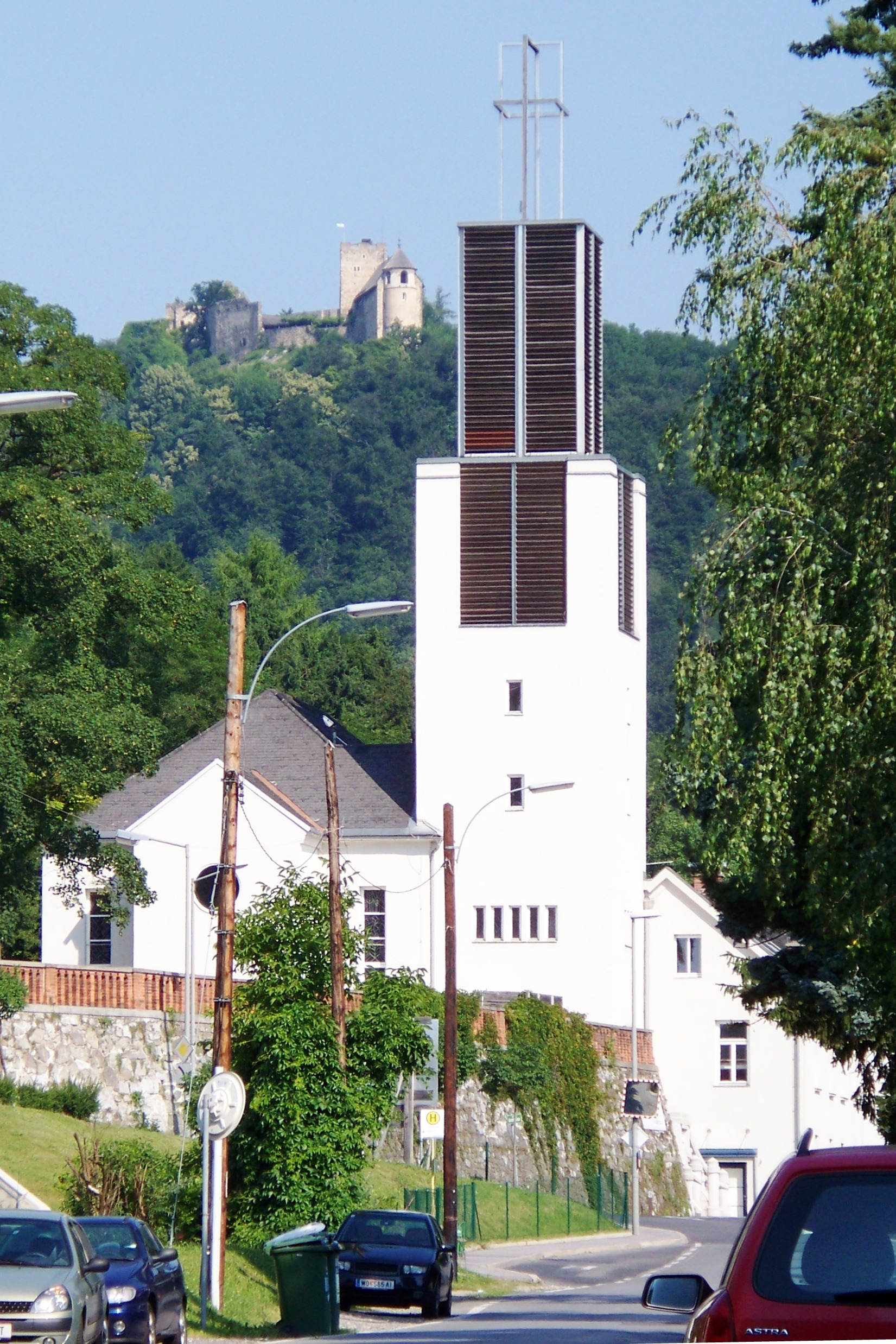
St. Anna mit der Burgruine Gösting am Ruinenberg im Hintergrund (2010)

Die Annakirche oder Pfarrkirche Graz-Gösting ist eine römisch-katholische Pfarrkirche im 13. Grazer Gemeindebezirk Gösting. Sie ist die Pfarrkirche der Pfarre Graz-Gösting im Dekanat Graz-West der Stadtkirche Graz. 
Die Pfarre bildet derzeit gemeinsam mit der Pfarre Thal einen Pfarrverband, der gemeinsam von einem Seelsorger betreut wird. Zur Pfarre gehört eine kleine Filialkirche im Ortsteil Raach.

## Geschichte und Gestaltung

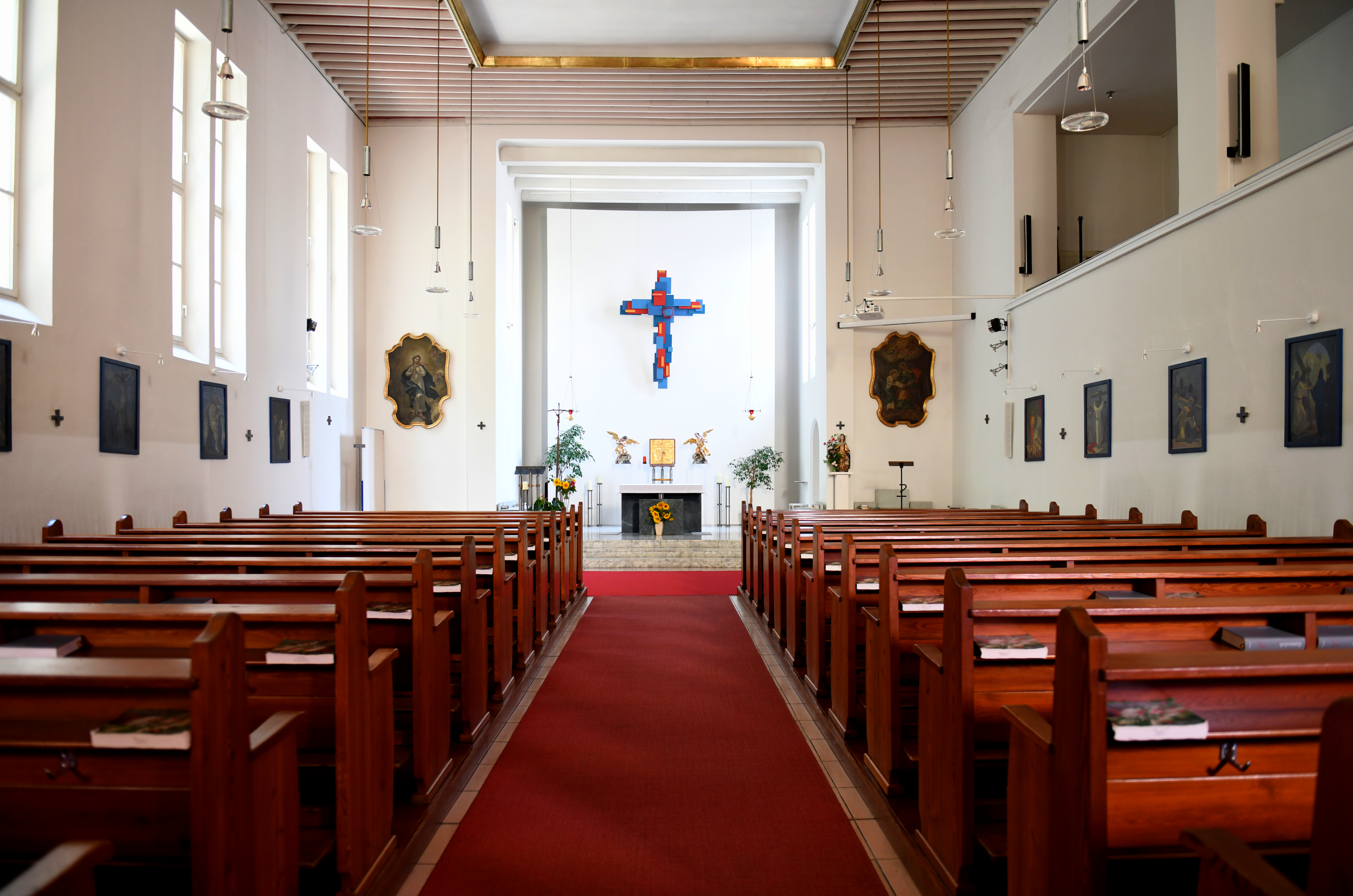
Innenraum

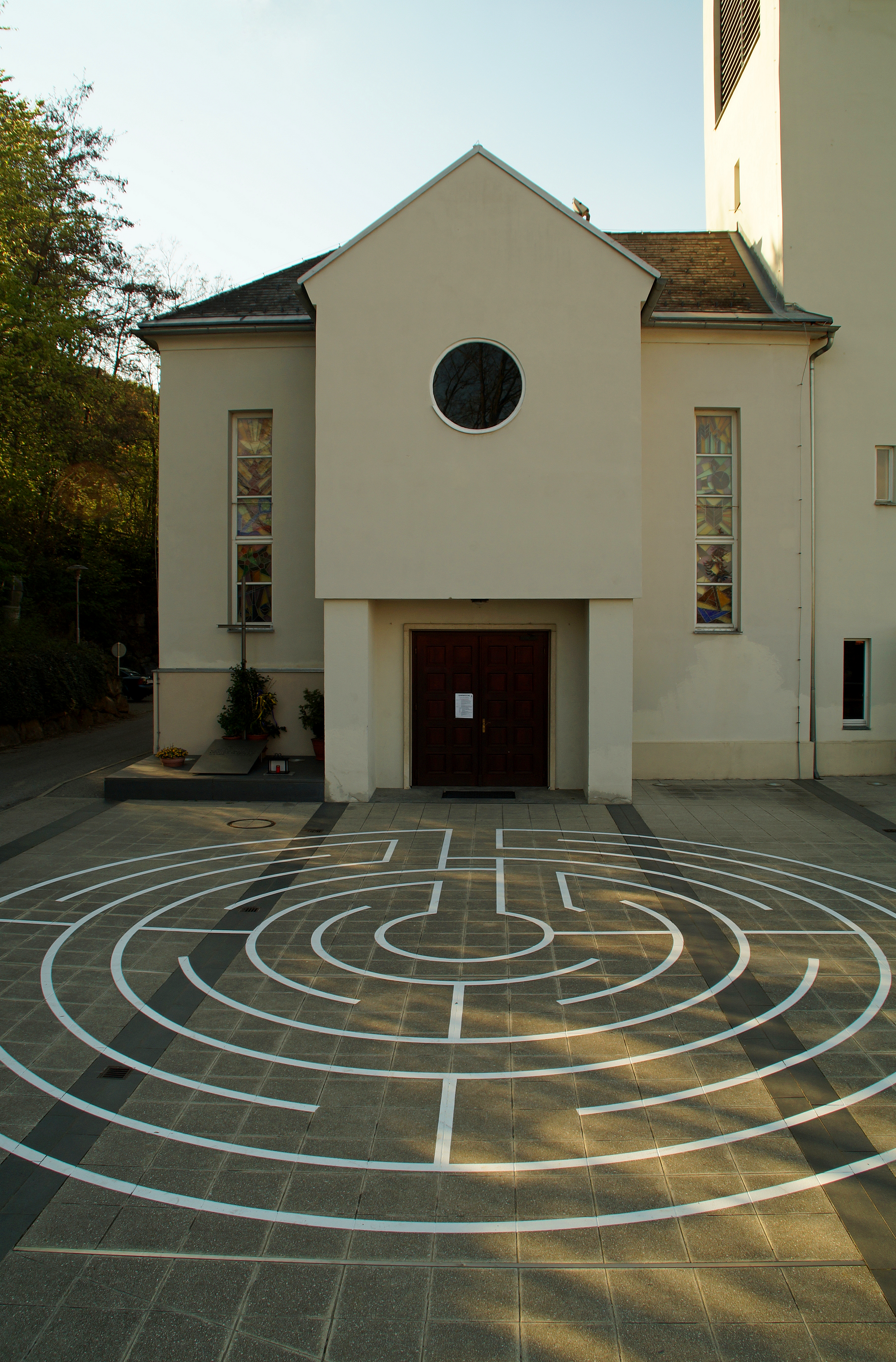
Labyrinth am Vorplatz

Bereits in der Burgruine Gösting befand sich eine Annakapelle. Nachdem im 18. Jahrhundert ein Blitz in das Pulverlager der Burg einschlug und diese zerstörte, wurde das Barockschloss Neugösting 1728 am Fuß des Burgberges erbaut. Die darin errichtete Annakapelle wurde vor allem als Privatkapelle der Schlosseigentümerfamilie Attems genutzt. Zwar wurde sie auch von vielen Menschen aus der Umgebung besucht und ab 1904 wurde sogar ein Kirchenbau mit einem Seelsorgezentrum Gösting überlegt, doch scheiterte dieser vorerst aufgrund des Geldmangels. 
Ab Dezember 1945 fanden regelmäßig Gottesdienste in einer kleinen Barackenkirche in Raach statt. Im Juni 1946 schließlich wurde eine eigene Pfarre errichtet und die Gottesdienste in die Räumlichkeiten der ehemaligen Außenstelle der Brauerei Puntigam verlegt. Das Brauhaus wurde daraufhin langsam in eine Kirche mit Turm und in ein Seelsorgezentrum umgebaut und 1960 der heiligen Anna geweiht. Ab 1994 begann eine fünf Jahre dauernde Gesamtrenovierung, bei der das Zeltdach durch eine Stahlkonstruktion ersetzt wurde. Der Kircheninnenraum erhielt eine neue liturgische Zone mit Altar und Ambo nach den Entwürfen der Künstlerin Christiane Brettschuh.
Der Pfarrkirche vorgelagert ist ein eigener Vorplatz, auf dem Veranstaltungen stattfinden. Auf diesem wurde im April 2019 ein Labyrinth gestaltet.